# Saskia Nelissen
Saskia Nelissen (1993) is een Nederlands journaliste, redacteur en nieuwslezer.

## Levensloop
Saskia ging naar het gymnasium aan het Sint-Janslyceum in Den Bosch en studeerde aansluitend journalistiek aan de Hogeschool Utrecht.
Nelissen begon in 2014 haar loopbaan als verslaggever bij het Rode Kruis en werd daarna onderzoeksjournalist bij NU.nl. In 2016 werkte zij enige tijd bij het RTL Nieuws als redacteur en werd vervolgens redacteur en verslaggever Omroep Brabant. In oktober 2023 werd ze presentator van het NOS Journaal Regio.. Ook presenteert ze Brabant Nieuws.